# Олександр Ленуар
Марі Олександр Ленуар (27 грудня 1761 — 11 червня 1839) — французький археолог. Будучи самоучкою, він присвятив себе порятунку історичних пам'яток, скульптур і гробниць Франції від спустошення Французької революції, зокрема пам'яток Сен-Дені та Сент-Женев'єв.

## [9]Життя
Руйнівні наслідки революції спричинили народження Музею французьких пам'яток. Завдяки підтримці Жана-Сільвена Байї Олександр Ленуар успішно вимагав, щоб усі предмети мистецтва з державної власності були зібрані разом у цьому музеї. Ці предмети були конфісковані в різних релігійних будинках і зберігаються в одному місці, щоб уникнути їх розпорошення та знищення.
За дорученням Національних установчих зборів у 1791 році він зібрав різні об'єкти, які він прагнув зберегти, у Монастирі малих августинців, будівлі, яка пізніше була перетворена на Національну вищу школу красних мистецтв.
1 серпня 1793 року Національний конвент постановив знищити гробниці «колишніх королів». Олександр Ленуар був свідком руйнування королівських гробниць, а кістки викидали в рів. Він боровся з революційним вандалізмом і зумів врятувати статуї та награбоване, яке він зберігав у монастирі малих августинців.
У 1795 році він відкрив для публіки Французький музей пам'яток — він був його адміністратором протягом 30 років.
У жовтні 1796 року Ленуар був серед кількох художників, які підписали петицію на підтримку планів конфіскації творів мистецтва з Риму у відповідь на першу петицію художників, організовану Катрмером де Квінсі, який протестував проти цих планів.
У 1816 році, під час реставрації Бурбонів, він був змушений повернути більшість своїх колекцій їхнім колишнім державним і приватним власникам.
Його дружина, Аделаїда Бінарт (1771—1832), виставлялася на Салонах під ім'ям Аделаїда Ленуар.
Ленуар помер 11 червня 1839 року і похований на кладовищі Монпарнас.

## Портрети
- Картину Марі-Женев'єв Буйяр, виставлену в салоні 1796 року, купив музей Карнавале в 1899 році
- Картина П'єра-Максимілієна Делафонтена, датована 1799 роком, передана онуком Александра Альфредом Ленуаром до національного музею замку Версаль
- Картина Жака-Луї Давида — розпочата у Франції та завершена в 1817 році в Брюсселі, її придбав 1921 року Лувр